# Вень Цзябао
Вень Цзябао (кит.: 温家宝; піньїнь: Wēn Jiābǎo; нар. 15 вересня 1942) — прем'єр Держради Китайської Народної Республіки, постійний член Політбюро ЦК КПК. Разом із Ху Цзіньтао його відносять до четвертого покоління керівників Комуністичної партії Китаю. Вень Цзябао займав третє місце у китайській політичній ієрархії після голови КНР і голови Постійного комітету Всекитайських зборів народних представників.

## Біографія
Народився 15 вересня 1942 року в м. Тяньцзінь (на території сучасного району Бейчень) в родині сільських учителів.
З 1960 по 1965рік він навчався на першому геолого-мінералогічному факультеті Пекінського геологічного інституту за фахом «інженер-геолог». Після випуску продовжував освіту в аспірантурі за спеціальністю «геологічна будова Землі». Закінчив аспірантуру в 1968 році. Ще в квітні 1965 року Вень вступив до Комуністичної партії Китаю, а в вересні 1967 року розпочав трудову діяльність.
В 1968 році на хвилі «культурної революції» Вень був відправлений у відсталу провінцію Ганьсу, де пропрацював чотирнадцять років. З 1968 по 1978 рік був технічним співробітником і політорганізатор бригади геомеханіки геологічного управління провінції, начальником політвідділу бригади, займався дослідницькою роботою в галузі геології. З 1978 по 1979 рік був членом бюро парткому та заступником начальника бригади, потім до 1981 року — заступником завідувача відділом і інженером геологічного управління Ганьсу.
У цей період старанність і здібності Веня привернули увагу Сун Піна — тодішнього керівника Ганьсу, який згодом увійшов у вищу еліту КПК. Опіка Суна називали однією з рушійних сил подальшої кар'єри Веня в партії. З 1981 по 1982 рік Вень був заступником начальника геологічного управління Ганьсу, а в 1982 році провінцію з інспекцією відвідав міністр геології і викопних ресурсів КНР, якого Вень вразив високим рівнем професіоналізму. Міністр назвав Веня «ходячою картою корисних копалин Ганьсу» і викликав на роботу в Пекін.
З 1982 року Вень обіймав посаду керівника і члена партійної групи Центру з вивчення політики і законодавства при Міністерстві геології і викопних ресурсів КНР, а з 1983 року був заступником міністра, членом та заступником секретаря партійної групи міністерства.
У той час Ден Сяопін, фактичний керівник Китаю, шукав перспективні кадри молодих професіоналів, і це дало поштовх для партійної кар'єри Веня. Пройшовши нетривалу підготовку в Партійній школі при ЦК КПК, він з 1985 року займав пост заступника начальника, а з 1986 року — начальника Канцелярії ЦК КПК. На цій посаді Вень відповідав за складання порядку денного для засідань партійного керівництва і регулював циркуляцію внутрішніх документів.
За час його роботи на чолі Канцелярії ЦК встигли змінитися три генеральних секретаря КПК — Ху Яобан, Чжао Цзиян та Цзян Цземінь, і Вень завоював славу майстра «виживання в пору політичних катастроф». Коли ліберально налаштований Ху Яобан зазнав опали і був відсторонений від влади за «ідеологічну незібраність», Вень виступив з публічною самокритикою, але не «кинув камінь у того, хто впав у колодязь». Цей жест було оцінено по достоїнству, і глава Канцелярії ЦК продовжив роботу при Чжао Цзияні. З 1987 року Вень був членом ЦК, кандидатом в члени Секретаріату ЦК, секретарем Робочого комітету у справах установ прямого підпорядкування ЦК.
В 1989 році, в розпал Студентських заворушень в Пекіні, Вень разом з Чжао Цзияном прийшов до маніфестантів на площі Тяньаньмень. На відомій фотографії під час зустрічі зі студентами Чжао відображений разом з Венем. За надмірно ліберальне ставлення до студентів Чжао був зміщений і відправлений під домашній арешт, але Вень знову уникнув краху кар'єри. Достеменно не відомо, як йому це вдалося, але, за деякими даними, перед походом на площу Вень завбачливо зв'язався з прем'єром Державної ради Лі Пеном, який згодом відповідав за силове придушення маніфестацій, і той дозволив главі Канцелярії ЦК супроводжувати генсека.
Так чи інакше, Цзян Цземінь, наступник Чжао, не тільки залишив Веня на колишньому посту, але й став поступово просувати його по службі. В жовтні 1992 року Вень увійшов до секретаріату ЦК і став кандидатом у члени Політбюро. Пост глави канцелярії ЦК він займав до 1993 року. Потім протягом чотирьох років залишався членом секретаріат ЦК КПК і кандидатом у члени Політбюро. В 1997 році Вень увійшов до складу Політбюро. У березні 1998 року став віце-прем'єром Держради КНР, членом партійної групи Держради, а з червня того ж року — секретарем Центрального робочого комітету у справах фінансів.
На посаді віце-прем'єра Вень курирував ряд ключових напрямів державної політики: сільське господарство, фінанси, науково-технічну сферу, реструктуризацію державних підприємств, кампанію по боротьбі з бідністю, охорону навколишнього середовища. В 1998 році, коли в результаті сильної повені в Китаї загинуло понад три з половиною тисяч чоловік, він очолював штаб з ліквідації наслідків стихійного лиха.
Найскладнішими ділянками роботи Веня вважалися модернізація сільського господарства і реформа фінансової сфери. У галузі сільського господарства він проводив курс на полегшення податкового тягаря, домагався надання селянам довготривалих прав на володіння земельною власністю та дозволів на вирощування цінних плодово-овочевих культур. Діяльність віце-прем'єра у фінансовій області викликала значну критику, оскільки він утримувався від рішучих і жорстких кроків, зокрема, щодо державних компаній не виплачують відсотки по урядових позиках.
У 2002 році на шістнадцятому з'їзді КПК Вень був обраний до складу постійного комітету Політбюро ЦК. На 2003 рік була запланована відставка чинного прем'єра Держради Чжу Жунцзі, і Вень вважався його найвірогіднішим наступником.
У березні 2003 року на сесії Всекитайських зборів народних представників відбулася відставка голови КНР Цзян Цземіня, голови постійного комітету ВЗНП Лі Пена і прем'єра Держради Чжу Жунці. Пост голови республіки зайняв Ху Цзіньтао, лідер «четвертого покоління» китайських керівників, раніше очолив КПК, Лі Пена змінив У Банго, а Вень став прем'єром і секретарем партійної групи Держради КНР.
У жовтні 2007 року на сімнадцятому з'їзді КПК Вень був переобраний на пост глави Держради. У березні 2008 року він був затверджений на цій посаді на сесії ВЗНП.

## Діяльність на посаді прем'єра Держради
Розглядаючи неясні на той момент перспективи роботи нового уряду, спостерігачі відзначали, що представникам «четвертого покоління» буде потрібно час на консолідацію влади і досягнення незалежності від колишнього керівництва: колишній голова Цзян продовжував зберігати в Пекіні великий вплив.
З приходом Веня на пост глави уряду спостерігачі вважали, що він не тільки продовжить курс попередника на реформування економіки та інтеграцію у світовий ринок, але і, добре знаючи труднощі відсталих районів країни, робитиме акцент на скорочення розриву між процвітаючими приморськими і бідними західними регіонами Китаю . Спілкуючись з журналіст ами після вступу на пост прем'єра, Вень всіляко підкреслював свою близькість до народу: він розповів про своє походження, довгої роботи за фахом в польових умовах, хорошому знанні життя в країні. За словами Веня, протягом своєї кар'єри він встиг побувати в 1800 з 2500 китайських повітів.
При Вені були проголошені нові принципи розвитку економіки. Якщо раніше акцент робився на досягнення економічного зростання будь-якою ціною, то Вень став підкреслювати необхідність більш рівномірного розподілу доходів, приділяючи велику увагу розвитку охорони здоров'я та освіти. Завдяки соціально орієнтованої політики Вень став популярний. Крім того, за ним закріпився образ «людини з народу». Як і Ху Цзіньтао, Вень незмінно намагався продемонструвати свою близькість до народу на практиці, спілкуючись з робітниками і селянами і особисто вислуховуючи їхні побажання.
Говорячи про досягнення китайської економіки, Вень підкреслював, що Китай по суті залишається країною, що розвивається, яка потребує серйозної економічної модернізації. Він застерігав про небезпеку «перегріву» економіки, різких підйомів і спадів економічного зростання, говорив про необхідність удосконалення стандартів виробництва та забезпеченні необхідної інфраструктури. При цьому Вень спочатку вважався переконаним прихильником ліберальних економічних реформ, більшою мірою ніж Ху, і підтвердив це на практиці. Коли консервативне крило КПК виступала за уповільнення темпу економічних реформ, зокрема відмова від продажу державних активів, Вень недвозначно заявляв, що реформи будуть продовжені.
Що стосується перспектив реформи суспільно-політичної системи КНР, Вень не відхилявся від генеральної лінії партії, яка полягала в досить жорсткі заходи з контролю над суспільством і захисту існуючого ладу. У 2003 році в інтерв'ю газеті «Вашингтон пост» Вень заявив, що економічні реформи повинні неодмінно супроводжуватися реформами політичної системи, але керівництво Компартії є невід'ємною частиною китайської моделі політичної модернізації.
За ключовим для китайській політиці питання Тайваню Вень займав досить жорстку позицію. «Китай не хоче закордонного втручання, але ми його не боїмося», — говорив прем'єр. Разом з тим, Вень підкреслював необхідність мирного шляху розвитку країни, який називав «природним вибором Китаю». На прес-конференції в березні 2007 року, приуроченої до чергової сесії ВЗНП, Вень заявив, що, незважаючи на зростаючий економічний і військовий потенціал Китаю, країна головним чином прагне до подолання труднощів внутрішнього розвитку, а не до переділу світового порядку і глобального домінування.
На відміну від Ху Цзіньтао, Вень демонстрував відкритість і готовність до спілкування з пресою. Він проводив відкриті прес-конференції для зарубіжних журналістів, де вислуховував питання на «незручні» теми: порушення прав людини, незалежність Тайваню, тибетський сепаратизм. Вень став одним з перших офіційних осіб, відкрито заговорили про поширення в КНР вірусу СНІДу. У 2004 році він здійснив поїздку, в ході якої відвідав кілька китайських сіл, де більшість мешканців були ВІЛ-інфікованими.

## Сім'я
Вень одружений. Зі своєю дружиною Чжан Бейлі він познайомився під час роботи в провінції Ганьсу. Згодом дружина Веня займала пост заступника директора китайського Національного центру з оцінки дорогоцінних каменів.
У подружжя двоє дітей. Син Вень Юньсун працює в Пекіні — керує великою компанією Unihub, що займається інформаційними технологіями. Дочка Вень Жучунь працює у фінансовій сфері — займається венчурними інвестиціями, залучаючи кошти китайських і іноземних компаній. Її чоловік — зять Веня — Сюй Мін, чий статок оцінюється приблизно в 1 мільярд доларів, входить до числа найбагатших громадян Китаю.

## Особисті якості
Спостерігачі відзначали різницю в характерах Чжу Жунцзі і Вень Цзябао. Перший відрізнявся прямолінійністю, різкістю у судженнях, строгістю до підлеглих, готовністю піти на ризик. Вень, навпаки, уникав імпровізацій, був стриманий, консервативний. На думку деяких спостерігачів, йому бракувало твердості характеру і харизми. Тим не менш, саме Веня чинний прем'єр рекомендував на своє місце і характеризував так: «Справжній лідер, готовий брати на себе відповідальність, швидко схоплює суть справи, серйозно ставиться навіть до дрібниць, бачить проблему в перспективі».
За час роботи у вищому ешелоні влади КНР Вень придбав репутацію «працьовитого реформатора», технократа, прагматика. Враховуючи його досвід у вищому керівництві країни, деякі спостерігачі називали прем'єрі Держради в числі ймовірних майбутніх наступників Ху Цзіньтао на посту генсека КПК.